# Peroksyredoksyny
Peroksyredoksyny (Prx, EC 1.11.1.15) – enzymy z rodziny peroksydaz zdolne do redukowania nadtlenku wodoru H2O2. Mają masę cząsteczkową rzędu 20-30 kDa i występują powszechnie u wszystkich żyjących organizmów. Peroksyredoksyny u eukariontów mają wiele izoform, u człowieka do roku 2000 scharakteryzowano ich 6. Każda z izoform wykazuje własny schemat ekspresji w różnych tkankach i organellach komórkowych. Niektóre z izoform peroksyredoksyn zapewniają obronę przeciwko uszkodzeniom w wyniku utleniania, inne natomiast biorą udział w przekazywaniu sygnału przez kontrolowanie stężenia nadtlenku wodoru.
Nadtlenek wodoru jest jednym z przedstawicieli reaktywnych form tlenu i powstaje w komórce w wyniku niecałkowitej redukcji tlenu do wody podczas oddychania komórkowego, w czasie beta-oksydacji kwasów tłuszczowych oraz podczas ekspozycji na promieniowanie, metale ciężkie lub substancje o właściwościach redukujących. Z tego względu komórki każdego organizmu tlenowego wyposażone są w systemy usuwania H2O2 złożone z katalazy, peroksydazy glutationowej, peroksydaz zawierających hem oraz peroksyredoksyn. Ponadto wydaje się, że nadtlenek wodoru może także pełnić funkcje wewnątrzkomórkowego przekaźnika sygnałów, dlatego też jego skuteczna eliminacja ma kluczowe znaczenie dla sprawnego funkcjonowania jako mediator sygnału.
Peroksyredoksyny są białkami powszechnie występującymi oraz są produkowane w dużych ilościach. Znajdują się wśród 10 białek o najwyższej produkcji u E. coli.
Jako pierwszy przedstawiciel rodziny odkryta została peroksyredoksyna u drożdży o masie 25 kDa, która zapewnia komórkom ochronę przeciwko stresowi oksydacyjnemu. 
Wszystkie peroksyredoksyny zawierają na N-końcu białka konserwatywną resztę cysteiny (cysteina peroksydacyjna, około 50. reszta aminokwasowa), która jest pierwszym miejscem wiązania H2O2, oraz cysteinę na C-końcu białka (cysteina rozwiązująca, około 170. reszta aminokwasowa), która bierze udział w następnym etapie reakcji. Obie reszty cysteiny są niezbędne do zachowania funkcji katalitycznych enzymu.
Scharakteryzowanych jednak zostało kilka peroksyredoksyn, które nie zawierają drugiej z konserwatywnych cystein i ich istnienie skłoniło badaczy do stworzenia podziału tych enzymów na dwie grupy, 2-Cys Prx (zawierające obie Cys) i 1-Cys Prx (z jedną Cys). 2-Cys Prx dzielą się ponadto na typowe i atypowe.

## 2-Cys Prx
Podrodzina typowych 2-Cys Prx u ssaków składa się z 3 grup: Prx I (u ludzi PAG/NKEFA), Prx II (TSA/NKEFB) i Prx III (MER5). Funkcjonują w komórce jako obligatoryjne homodimery z dwoma miejscami katalitycznymi. W czasie drugiego etapu reakcji katalitycznej, wcześniej powstały kwas sulfonowy na cysteinie peroksydacyjnej łączy się z cysteiną rozwiązującą drugiej podjednostki. Ta reakcja kondensacji skutkuje powstaniem stabilnego międzypodjednostkowego wiązania disiarczkowego, które następnie ulega redukcji przez jedną z komórkowo-specyficznych oksydorekduktaz disiarczkowych (np. tioredoksynę). 
Atypowe 2-Cys Prx pełnią swoje funkcje katalityczne jako monomery. Reakcja katalityczna przebiega z udziałem cysteiny peroksydacyjnej oraz innej cysteiny znajdującej się w obrębie tego samego polipeptydu, tworząc wewnątrzcząsteczkowe wiązanie disiarczkowe. Cysteiny rozwiązujące typowych i atypowych peroksyredoksyn, mimo że nie są ze sobą związane ewolucyjnie, pełnią tę samą funkcję. Regeneracja enzymu po wytworzeniu wiązania disiarczkowego zachodzi z udziałem tioredoksyn. 

## 1-Cys Prx
Podrodzina 1-Cys Prx zawiera jedynie cysteinę peroksydacyjną, druga cysteina nie występuje. Po związaniu nadtlenku wodoru i utworzeniu kwasu sulfonowego na cysteinie peroksydacyjnej, dalszy przebieg reakcji katalitycznej zależy od donora elektronów zawierającego grupę tiolową. Donor ten tworzy wiązanie disiarczkowe z enzymem, jednak nie został on w pełni zidentyfikowany (stan wiedzy na rok 2003). Utworzone wiązanie disiarczkowe prawdopodobnie rozrywane jest przez jedną z oksydoreduktaz disiarczkowych.